# Szikla Adolf
Szikla Adolf, született Adolph Steininger (Bécs, 1868. július 1. – Budapest, 1938. december 17.) magyar karmester, zeneszerző.

## Élete
Édesapjánál, majd Anton Brucknernél és Josef Dachsnál végezte tanulmányait. 1879 és 1882 között a Wiener Sängerknaben fiúkórus tagja volt. A Bécsi Konzervatóriumban tanult. Zichy Géza gróf hívta a Magyar Királyi Operaházhoz, ahol 1891. szeptember 1-jétől mint korrepetitor, majd 1892 és 1925 között karmesterként működött. 1902-től a Nemzeti Zenedében a zeneszerzéstannak rendes tanára, majd 1914-től az elméleti osztálynak főnöke volt. 1909 szeptemberétől az újpesti konzervatórium igazgatója volt. Több mint ötven bemutató nagy tudású, kiváló memóriájú, beugrásairól híres dirigense volt. Főként baletteket vezényelt, és komponált. A törpe gránátos című balettjét, amelynek koreográfiáját Guerra Miklós írta, 1903 decemberében mutatta be az Operaház. Két évvel később mutatták be Álom című balettjét, szintén Guerra Miklós koreografálásával.

## Művei
- A törpe gránátos (írta: Guerra Miklós, bemutató: 1903)
- Álom (fantasztikus balett 5 képben, írta: Guerra Miklós, bemutató: 1905)
- A bor nemtői (balett)
- Magyar táncegyveleg (balett, bemutató: 1907)